# José Paniagua (judoka)
José Alfredo Paniagua es un judoka boliviano nacido en Santa Cruz de la Sierra, perteneciente a la categoría de 100 kg.

## Trayectoria
Participó en diferentes torneos deportivos como en los Juegos Bolivarianos de Ambato en 2001 y Armenia y Pereira en 2005, en este último donde solo obtuvo la medalla de bronce.
También participó en el Campeonato Sudamericano de Judo 2000 y en el campeonato bolivariano en Venezuela, donde obtuvo medalla de plata.